# بيتر دي لانج
بيتر دي لانج (بالهولندية: Peter de Lange)‏ هو لاعب كرة قدم هولندي، ولد في 23 مارس 1988. لعب مع فيلم تو تيلبورغ.

## وصلات خارجية
- بيتر دي لانج على موقع قاعدة بيانات كرة القدم.إي يو (الإنجليزية)
- بيتر دي لانج على موقع عالم كرة القدم.نت (الإنجليزية)